# Lipsko
Lipsko é um município da Polônia, na voivodia da Mazóvia e no condado de Lipsko. Estende-se por uma área de 15,7 km², com 5 593 habitantes, segundo os censos de 2016, com uma densidade de 356,2 hab/km².